# Батопорт

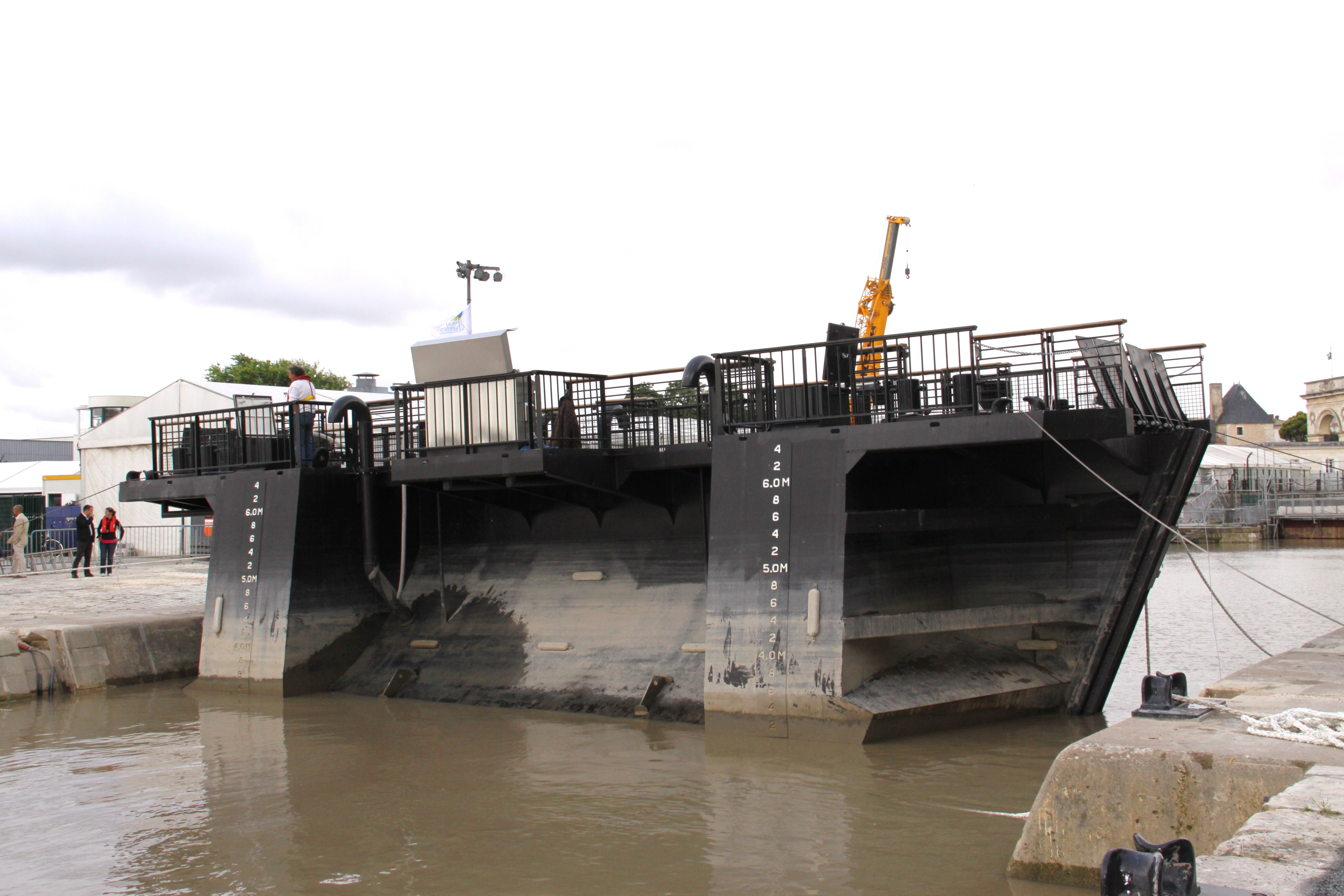
Незанурений батопорт

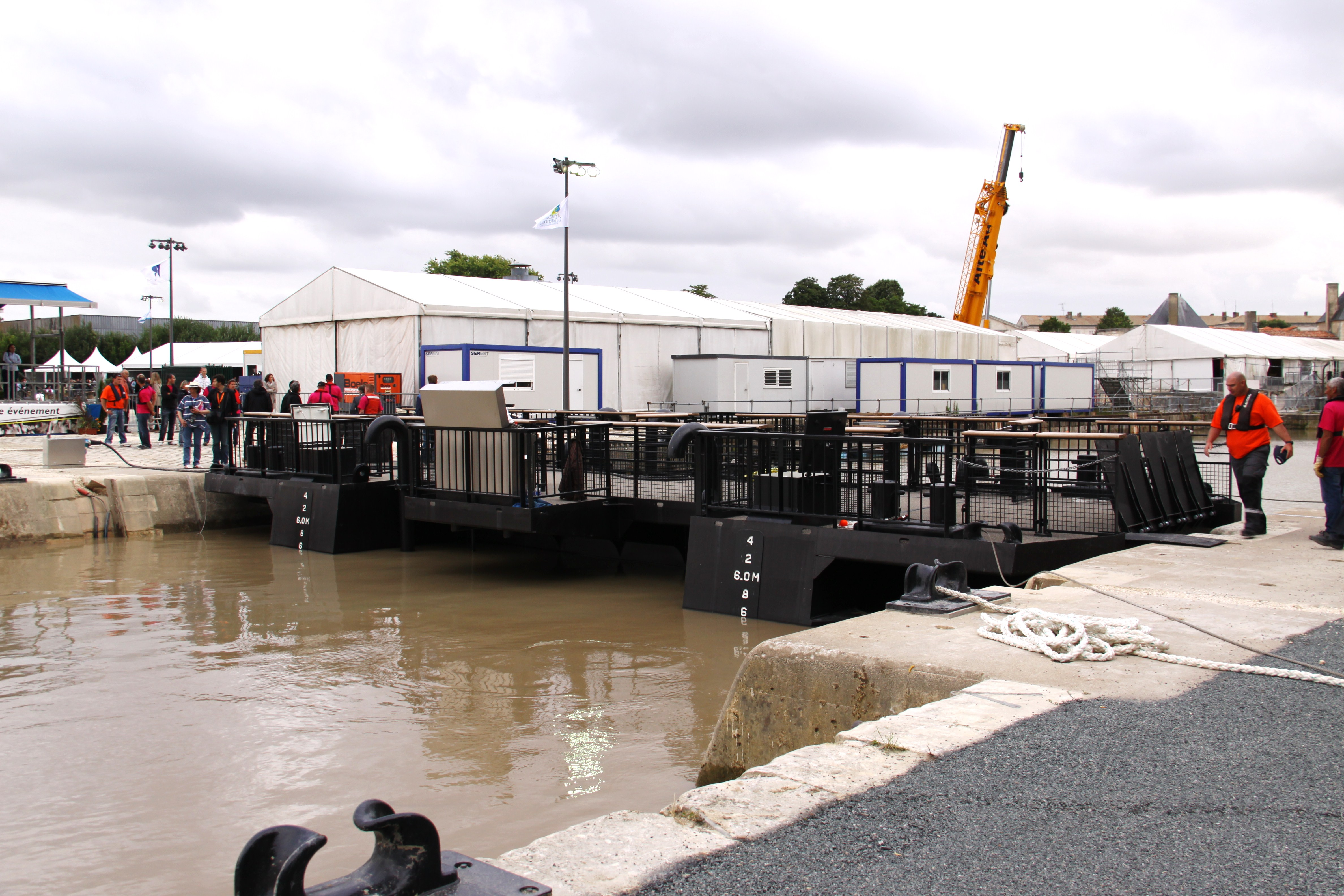
Затоплений батопорт перекрив доступ води до доку

Батопорт (також ботапорт, від фр. bateau-porte) — плавучий гідротехнічний затвор, зазвичай служить для замикання входу в док. Для перекриття доку батопорт заповнюється водою, при цьому він сідає на дно доку і притискається спеціальними виступами до зроблених обводів батопорту уступів в стінках і дні доку.
У сухому доці в міру осушення доку батопорт все щільніше притискається своїми порогами до стінок дока внаслідок різниці тиску на нього поза і всередині дока і тим самим перекриває доступ води всередину дока.
У воєнний час батопорт є найбільш уразливим елементом дока, оскільки пошкодження батопорта призводить до довгострокового виходу дока з ладу.